# 康拉德·海德坎普
康拉德·“科尼”·海德坎普（德語：Conrad „Conny“ Heidkamp，1905年9月27日—1994年3月6日），已故德国足球运动员。作为一名后卫，他曾先后效力于杜塞尔多夫及拜仁慕尼黑，并随后者在1932年夺得德国足球冠军。1927年至1930年，海德坎普曾代表德国国家足球队出场9次并射入1球。